# Inferno - Canto primo

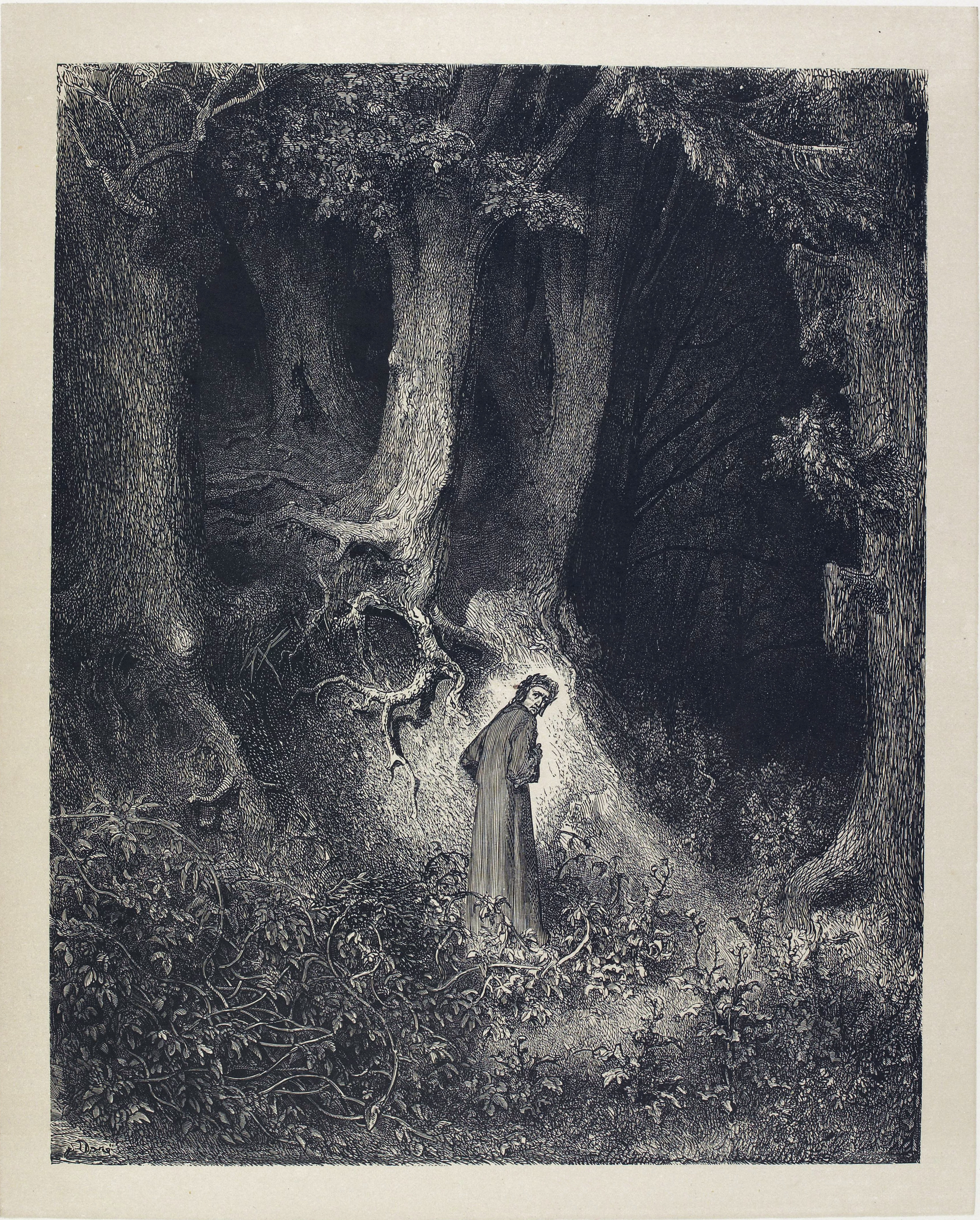
Nel mezzo del cammin di nostra vita mi ritrovai per una selva oscura (I, vv. 1-2). Illustrazione di Paul Gustave Doré.

Il canto primo dell'Inferno di Dante Alighieri funge da proemio all'intero poema, e si svolge prima nella selva e poi sul pendio che conduce al colle; siamo nella notte tra il 7 e l'8 aprile 1300 (Venerdì Santo), o secondo altri commentatori tra il 24 e il 25 marzo 1300 (anniversario dell'Incarnazione di Gesù Cristo).
Qui Dante incontra Virgilio, che lo accompagnerà nella visita dell'Inferno, prima tappa della sua purificazione dal peccato.

## Sintesi

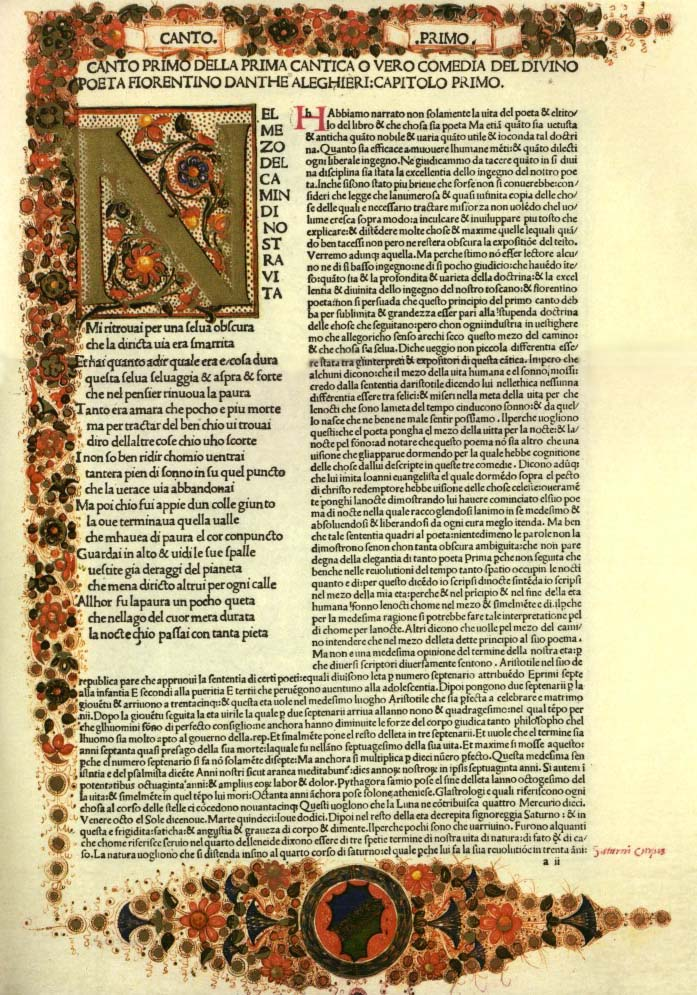
La prima pagina dell'Inferno in un incunabolo miniato

Dante ha trentacinque anni (nel mezzo, cioè a metà della sua vita) quando si ritrova, avendo smarrito la "giusta via" (retta via), in una selva oscura, allegoria della perdizione e del peccato. Più egli si incammina, più questa via diventa cupa, buia e paurosa. A un certo punto, essendo sera, egli si rende conto che ormai si è perso e che non può più uscire, dunque decide di trascorrere la notte lì. Al mattino, Dante nota che a svegliarlo sono i raggi del sole, che rappresentano allegoricamente la presenza di Dio nella Commedia. Allora, grazie alla luce del sole che gli infonde coraggio, forza ed energia, decide di continuare ad esplorare. Appena iniziata la salita del colle, però, tre fiere (una lonza, cioè una lince dal mantello variegato, un leone con la testa alta e fame rabbiosa e una lupa che, per la sua magrezza, sembrava piena di ogni brama) impediscono il cammino, al punto che, perduta la speranza di raggiungere la vetta, il poeta viene respinto nella valle della perdizione e cade dal colle.
All'improvviso però, scorge una figura, alla quale chiede se sia un uomo in carne ed ossa o uno spirito. Ad essa, con animo accorato, chiede aiuto: è l'anima di Virgilio.

## Analisi del canto

### La selva - vv. 1-12

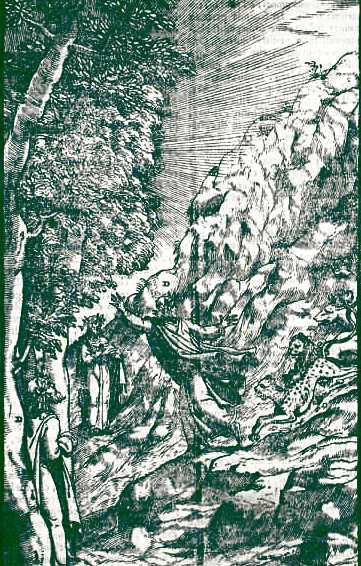
Alessandro Vellutello, la selva del peccato (1534)

Nel mezzo del cammin di nostra vita / mi ritrovai per una selva oscura / ché la diritta via era smarrita. Nel primo verso della Divina Commedia, Dante pone l'accento subito su come la sua sia un'esperienza collettiva, usando l'aggettivo "nostra" invece di "mia"; per lui la metà della vita di un individuo sono i trentacinque anni, poiché riteneva che l'aspettativa di vita media di un uomo fosse di 70 anni (lo scrisse nel Convivio, IV 23, 6-10, a sua volta citando dal Libro dei Salmi), ed è proprio da questa indicazione che è stato ricavato l'anno della sua nascita, il 1265. Egli parla infatti nel 1300, un anno altamente simbolico, nel quale si svolse il primo giubileo; inoltre la parola cammin introduce già il tema del viaggio che il poema tratta. Il primo verso riecheggia un passo del Libro di Isaia (38,10): "Io pensavo: nel mezzo dei miei giorni me ne andrò, alle porte degli inferi sarò trattenuto per il resto dei miei anni, non vedrò più il signore nella terra dei vivi".
L'azione inizia in medias res. Ciò permette a Dante di evitare alcuni punti "scomodi" della narrazione, durante i quali finge di non ricordare le cose, sviene o è comunque assente a livello intellettivo, anche se fisicamente c'è sempre. Il poeta si è smarrito in una selva oscura, in senso allegorico un momento difficile della vita del poeta e più in generale la cosiddetta selva del peccato o dell'errore. Come noto cronotopo, la selva oscura rappresenta la perdizione e l'errore nella Commedia, analogamente a quanto avviene nella favolistica popolare. La diritta via invece rappresenta chiaramente la rettitudine, e quindi il cronotopo opposto, (opposto di "devianza") morale, spirituale, eccetera.
E che dolore, che paura, è per il Dante-narratore (nel flashback con il quale è raccontato tutto il poema) ricordare la "durezza" delle selva selvaggia, intricata e difficile.
Questa selva (ovvero il peccato) era così amara che la morte è una cosa appena peggiore (intesa come la dannazione), ma per poter parlare del bene che il poeta vi incontrò, egli si appresta di buon grado a rivivere quell'esperienza: è il concetto di commedia stessa, che da un inizio duro e difficile si coronerà con un lieto fine.
Dante non ricorda bene come ha fatto a smarrirsi, a causa di un torpore dei sensi che gli fece perdere la verace via (anche qui è chiaro il senso allegorico sotto al mero avvenimento). Tuttavia, nonostante questa prima descrizione negativa, Dante ci fa notare che c'è sempre una speranza di salvezza: infatti la retta via è "smarrita", non perduta; ciò ci rimanda al fatto che quest'opera è pur sempre una "commedia" con inizio negativo (l'inferno) e finale positivo (il paradiso).

### Il colle illuminato dal sole - vv. 13-60
A un certo punto Dante arriva ai piedi di un colle (o dilettoso monte al v. 77) dove termina la selva (la valle), dietro il quale sta sorgendo il sole e che calma un po' la sua inquietudine. La luce simboleggia la Grazia divina, che illumina il cammino umano, quindi il colle è una via di salvezza, da alcuni interpretato come la felicità terrena alla quale ogni uomo tende naturalmente. Dante crede di poter raggiungere il colle con le sue forze e inizia a passare quella paura che gli aveva colmato il cuore nella notte passata con tanta pieta, con tanto dolore. I versi danteschi (...al piè di un colle giunto....guardai in alto....Allor fu la paura un poco queta....vv. 13-19) richiamano quelli di un salmo biblico (CXX, 1): "Alzai i miei occhi verso un monte dal quale mi verrà il soccorso".
La prima similitudine del poema è proprio dedicata a questo senso di sollievo: come colui che scampato da annegamento arriva con fatica alla riva marina e si guarda indietro per rivedere quell'acqua perigliosa, così Dante si gira per vedere quel passaggio che non lasciò già mai persona viva. Quest'ultimo passaggio è un po' oscuro perché è ambiguo se il soggetto sia il passo o la persona, e in ogni caso vuol dire che nessuno è immune dal peccato o che nessuno può uscirne senza la luce della Grazia divina.
Dante si riposa un attimo e riparte, in salita (con una perifrasi, sì che'l pié fermo sempre era 'l più basso, ossia in modo che il piede fermo fosse più in basso rispetto a quello che avanza nel passo).
La salita è appena iniziata quando appare una lonza leggera e molto veloce, coperta da una pelliccia maculata, che non si vuole togliere davanti a Dante, anzi lo ricaccia indietro, con paronomasia indicante l'esitazione, tramite balbettamento simulato, di Dante spaventato. La lonza, così come gli altri animali che seguiranno, sono simboli di virtù o debolezze specifici, secondo le indicazioni dei bestiari medievali, e in questo caso gli antichi commentatori sono tutti concordi nell'indicarla come simbolo di lussuria o di invidia (sta ad indicare Firenze).
Dante non dice se questa lonza si avvicini o scappi, ma inserisce uno stacco sull'ora: è il tempo del mattino nel quale il sole saliva con quelle stelle (quella costellazione) che erano con lui al momento della Creazione: la prima costellazione dello zodiaco è l'ariete, quindi era un tempo vicino all'equinozio di primavera, momento propizio dell'anno che fa sperare a Dante di poter evitare quella fiera a la gaetta pelle, cioè maculata.
Ma la speranza è subito cancellata dall'apparizione di un leone, che pare andare incontro a Dante con la testa alta e con rabbiosa fame, di tale impeto che pareva che l'aria ne tremesse (la voce "tremesse" è un hapax legomenon: da alcuni è considerata una lectio difficilior, da altri un errore per temesse). Il leone viene indicato come simbolo di superbia. Subito appare anche una lupa, carica dei segni del corpo e nella magrezza di tutta la sua bramosia. Essa avrebbe, secondo Dante, reso infelice la vita di molte altre genti e gli si avvicina con aspetto talmente spaventoso che Dante perde tutta la speranza di raggiungere il colle. La lupa è la bestia più pericolosa ed è indicata come simbolo di avidità (la Chiesa, che vuole sempre di più - e non, come è erronea credenza, di avarizia; infatti, l'avarizia indica la tendenza a tenere per sé e non donare ciò che già si possiede; l'avidità, o cupidigia o bramosia, indica la volontà di possedere un bene in quantità sempre maggiore): l'attaccamento a questi beni è il più radicato nell'uomo e il più difficile da superare. Infatti Dante, come un avaro o un giocatore d'azzardo che tutto acquista finché non perde tutto, si sente adesso triste e sconfortato, per via della bestia sanza pace, cioè implacabile. La lupa si avvicina a poco a poco e respinge Dante dove 'l sol tace, cioè nella selva del peccato.
Altri indicano le tre bestie anche come simboli delle tre categorie di peccati che corrispondono alle zone dell'Inferno: incontinenza (lonza), violenza (leone) e frode (lupa). Altri ancora ne fanno un'interpretazione politica dei poteri deviati che reggevano l'Italia medievale: la lupa come la Roma papale (si pensi alla lupa capitolina), il leone come l'Impero e la lonza come i feudatari. Delle tre fiere è comunque la lupa che ha suscitato più problemi di interpretazione: se alcuni, come Charles Singleton, l'associano alla frode, altri grandi commentatori danteschi, come Gorni, la identificano con l'invidia.
Evidentemente Dante ha attinto l'idea delle fiere da un passo biblico del profeta Geremia (V, 6): "Per questo li azzanna il leone della foresta, il lupo delle steppe ne fa scempio, il leopardo sta in agguato vicino alle loro città: quanti escono saranno sbranati, perché si sono moltiplicati i loro peccati, sono aumentate le loro ribellioni."

### Uno spazio spiritualizzato
Nel primo canto lo spazio è presentato secondo la contrapposizione basso-alto (valle-colle), a cui corrisponde l'antitesi buio-luce di origine liturgica: essa indica l'eterna lotta fra il bene e il male, tra il peccato e la Grazia, infatti rimanda alle parole evangeliche di Gesù Cristo: "Io sono la luce del mondo, chi mi segue non cammina nelle tenebre". (Vangelo di Giovanni, 12). L'opposizione spaziale è anche indicatrice della gerarchia morale peccato-salvezza: la selva oscura (v. 2) è collocata in basso loco (v. 61), rispetto al colle che è posto in alto ed è illuminato; è priva di luce in quanto non è illuminata dal sole che mena dritto altrui per ogni calle (v. 18).

### Apparizione di Virgilio - vv. 61-99

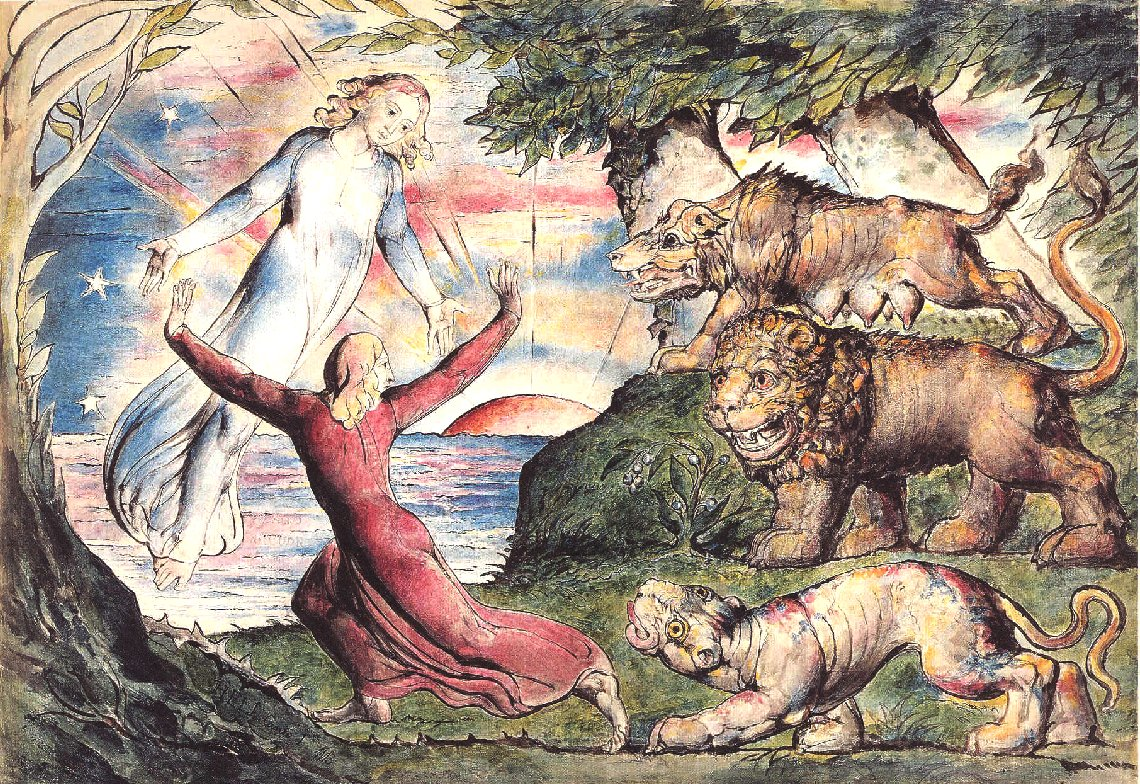
Illustrazione al Canto I di William Blake

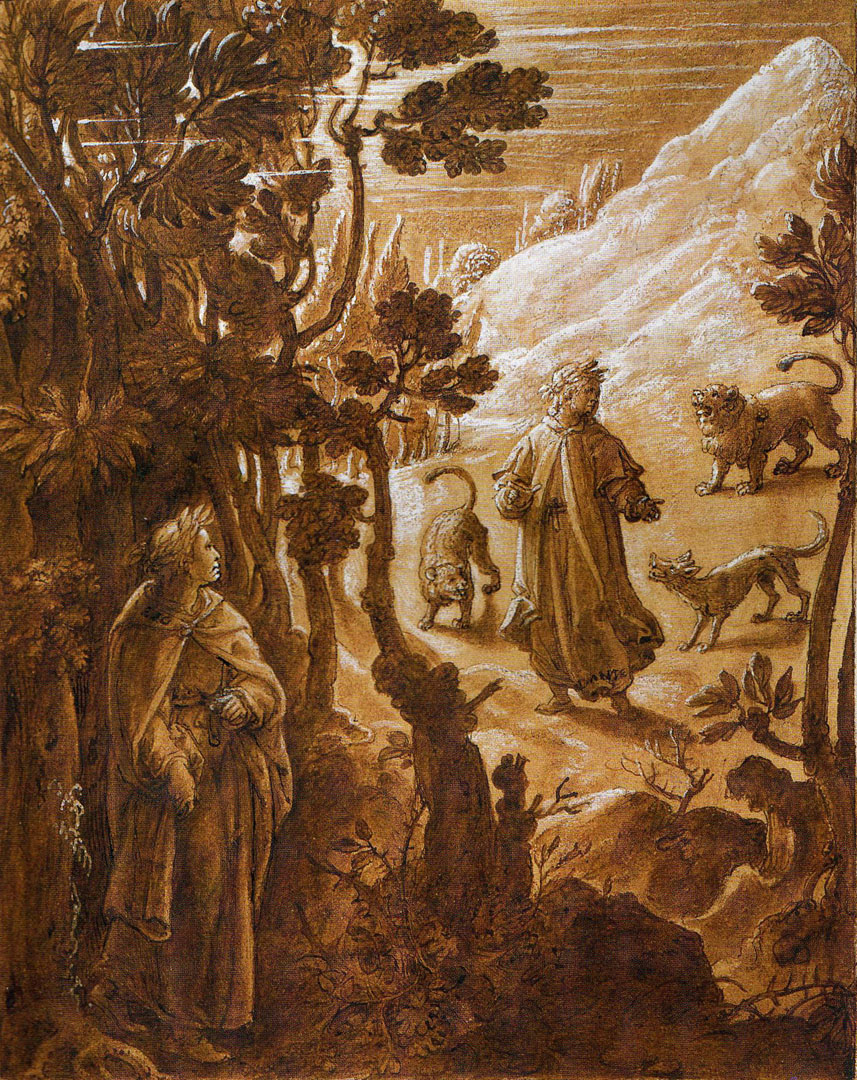
Canto 1, Giovanni Stradano, 1587

Mentre Dante non solo torna indietro, ma rovina, cioè precipita ripiombando nella selva peccaminosa, improvvisa ecco un'altra apparizione dal nulla di questo canto: qualcuno, che sembra fioco per essere stato a lungo in silenzio (chi per lungo silenzio parea fioco, con ossimoro: si vedrà presto che rappresenta la Ragione a lungo sopita), si manifesta davanti agli occhi di Dante e il poeta si rivolge a lui impaurito chiedendogli misericordia, sia che sia ombra, cioè anima trapassata, od omo certo, cioè vivo.
Subito la figura risponde: (parafrasi) "Non sono un uomo, ma uomo fui"; e come per presentare un biglietto da visita specifica che i suoi genitori furono lombardi, mantovani entrambi; e che nacque sub Iulio, cioè al tempo di Giulio Cesare, anche se non lo vide (ancor che fosse tardi), e visse sotto il buon Augusto al tempo degli dei falsi e bugiardi, cioè del paganesimo. "Poeta fui e cantai del valente figlio di Anchise che venne da Troia dopo che la superba Ilion (altro nome di Troia) venne incendiata": sta parlando di Enea e dell'Eneide. Poi fa una domanda direttamente a Dante: «Ma tu perché ritorni a tanta noia? (inteso come dolore, angoscia) / perché non sali il dilettoso monte / ch'è principio e cagion di tutta gioia?».
Dante ha riconosciuto il suo maestro e lo chiama per nome, vergognandosi un po' per la sua importanza: (parafrasi) "Sei tu quel Virgilio e quella la fonte di tanto parlare come un fiume? Tu che sei l'onore e il lume degli altri poeti, fa' che mi valga il lungo studio e il grande amore avuto per la tua opera: tu sei il mio maestro e il mio autore (autorità), sei l'unico dal quale presi quel bello stile (poetico) che mi ha reso onore." Nella commedia, Virgilio è l'allegoria della ragione.
Dopo essersi raccomandato così animatamente, Dante chiede al famoso saggio se può aiutarlo con quella bestia che lo ha fatto tornare indietro e che gli fa tremare le vene e i polsi. Virgilio allora indica a Dante, che ha iniziato a piangere, come a lui convenga iniziare un altro viaggio per uscire da questo luogo, perché la lupa non lascia passare nessuno ma anzi arriva a uccidere chi tenta di passare a causa della sua natura malvagia: essa non soddisfa mai la sua bramosa voglia e, anzi, dopo aver mangiato è più affamata di prima; molti sono gli uomini (animali) che si fanno vincere dalla cupidigia (che la cupidigia lega a sé) e saranno ancora molti, fino alla venuta di un salvatore (il veltro) che ucciderà la lupa con dolore.
Il fatto che Dante chiami quest'animale lupa e non lupo potrebbe essere indice di come egli volesse forse alludere anche alla lupa capitolina, cioè a Roma, sede del papato corrotto.
Dante sceglie come sua guida Virgilio per diversi motivi:
- in primis, nella quarta bucolica egli aveva cantato la nascita di un puer che avrebbe riportato nel mondo l'età dell'oro (secondo l'interpretazione in chiave allegorica della classicità vigente nel Medioevo, Virgilio era ritenuto uno spirito profetico per aver preannunciato la nascita di Cristo, sebbene il poeta romano parlasse in realtà del figlio di Asinio Pollione);
- Virgilio è nel Medioevo considerato il simbolo della ragione che non ha ancora conosciuto la pienezza della rivelazione cristiana. Egli è pertanto in grado di condurre Dante per l'Inferno e per il Purgatorio, ma non per il Paradiso (sarà necessaria Beatrice-teologia);
- Virgilio aveva celebrato l'impero di Augusto, archetipo e realizzazione provvidenziale dell'ideale di impero universale che Dante aveva esaltato nel De Monarchia come la soluzione al degrado morale e politico dell'Italia e dell'Europa (Dante deplorava infatti il fatto che, dopo Federico II, in Italia fosse assente la figura imperiale);
- Virgilio aveva narrato la discesa di Enea negli Inferi, e sarebbe quindi stato un ottimo maestro nel viaggio nei regni ultraterreni (lo stesso Dante nel secondo canto dell'Inferno si inserirà tra la schiera di personaggi illustri scesi secondo la tradizione agli Inferi, cioè Enea e San Paolo).

### Profezia del veltro - vv. 100-111
Stava dicendo Virgilio quindi che la lupa vivrà indisturbata finché 'l veltro / verrà, che la farà morir con doglia.
Il veltro, nel linguaggio tecnico dell'attività venatoria, è un termine che indica il cane da caccia (si confronti l'uso per esempio in Inferno, XIII v. 126): quindi Dante resta nell'allegoria animalesca e spiega che un cane da caccia farà finalmente morire dolorosamente questa lupa dell'avidità, cacciandola (terzina ai vv. 109-111) di città in città (villa qui è un francesismo), finché non l'avrà rimessa ne lo 'nferno da dove il primo invidioso (Lucifero, l'angelo ribelle) la fece uscire.
vv 111. là onde 'nvidia prima dipartilla: secondo un'altra interpretazione filologica "prima" sta a significare: la prima volta, quindi il momento del peccato originale di Eva.
Su chi o cosa simboleggiasse questo veltro nessuno ha potuto ancora dare una spiegazione sicura e univoca e di fatto ciò resta uno dei più celebri enigmi del poema. Due terzine descrivono questo veltro come salvatore che non sarà cibato né dalle terre né dal denaro (peltro, inteso come metallo), ma da sapienza, amore e virtù; la sua nazione sarà tra feltro e feltro; e sarà la salvezza di quell'umile Italia per la quale morirono di ferite la vergine Camilla, Turno, Eurialo e Niso.
A parte gli ultimi due versi che citano l'Eneide, il significato degli attributi del veltro non è chiaro: il cibo del veltro sono le virtù spirituali che richiamano la Trinità e che potrebbero riferirsi o a un personaggio in particolare sia laico che religioso, o a un'entità presente o futura; la sua nascita sarà tra feltro e feltro cioè tra panni umili o tra tonache monastiche, o tra il feltro che si usava per foderare le urne per le elezioni dei magistrati? Oppure in senso geografico tra Feltre e Montefeltro, alludendo magari a Cangrande della Scala i cui territori si estendevano pressappoco tra quelle due località? O Arrigo VII? O Uguccione della Faggiuola? O il ritorno di Cristo?
La questione probabilmente non verrà mai svelata perché Dante qui usa un linguaggio particolarmente sibillino anche perché tra le tante profezie della Commedia questa è l'unica profezia "vera", che non consistesse cioè in un fatto già avveratosi all'epoca quando Dante scrisse il testo.

### Il viaggio nell'oltretomba - vv. 112-136

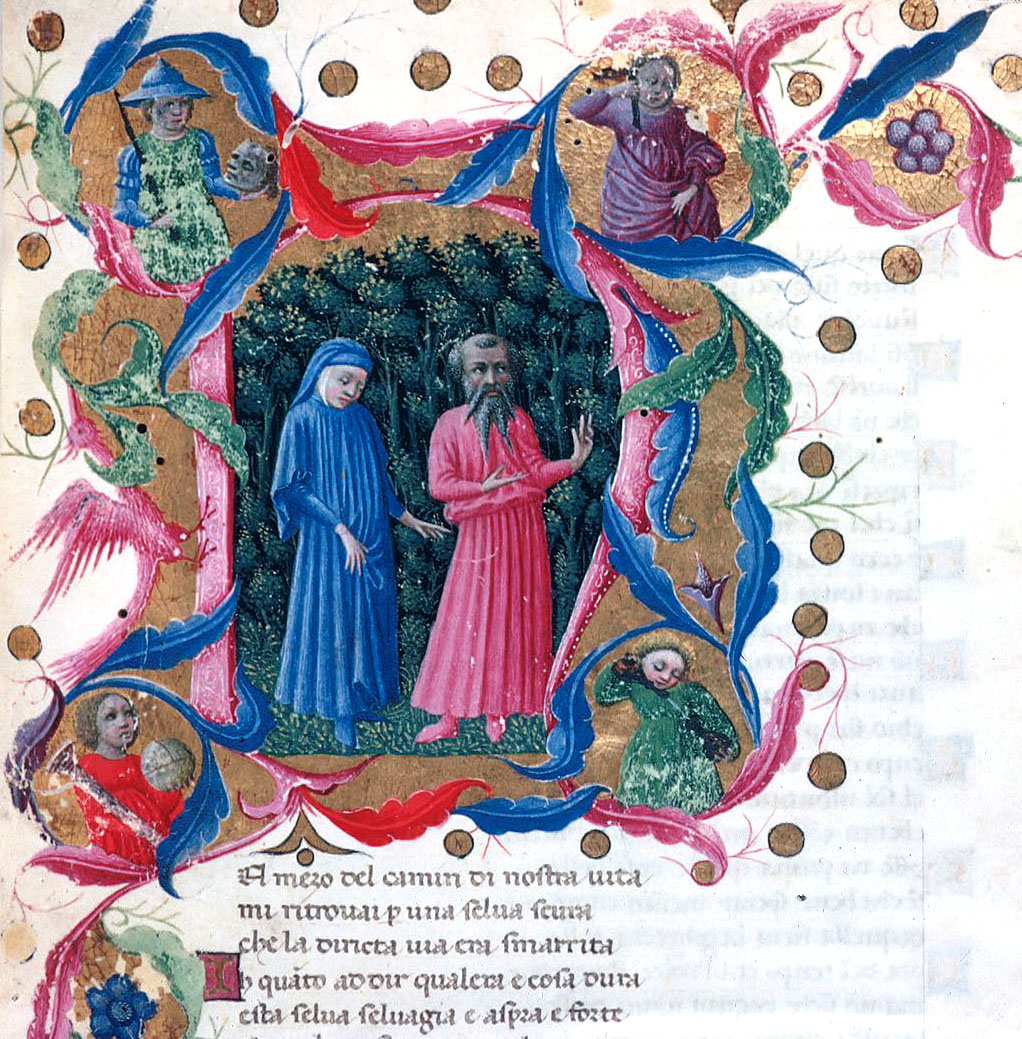
Dante e Virgilio, codice della British Library, miniato da Priamo della Quercia (XV secolo)

Continuando nella risposta di Virgilio alle questioni di Dante, il poeta latino a questo punto consiglia a Dante di seguirlo in un viaggio da lui guidato, attraverso il loco etterno (il regno dell'oltretomba, dove tutto è eterno, a differenza della fugacità del mondo dei vivi): nell'Inferno udirà le disperate grida e vedrà gli antichi spiriti dolenti che invocano la seconda morte (l'annichilimento totale per fermare le loro sofferenze); nel Purgatorio vedrà coloro che sono contenti nei loro supplizi perché hanno la speranza di ascendere alle beate genti; nel Paradiso, se ci vorrà salire, ci sarà un'anima più degna di lui ad accompagnarlo, poiché l'imperatore dei cieli (Dio) non vuole che Virgilio vada per la sua città perché egli non è cristiano quindi fu ribelle alla sua legge. Dio infatti, prosegue Virgilio, impera dappertutto (nel linguaggio giuridico "ha giurisdizione") ma regge ("regna direttamente") in Paradiso e beato chi è eletto ad andarvi (Oh felice colui cu' ivi elegge!).
Dante risponde che è d'accordo per la descrizione data di Dio (io ti richeggio) e per sfuggire al male della selva o al peggio della dannazione egli accetta di compiere il viaggio-pellegrinaggio, in modo che possa vedere la porta di San Pietro e coloro che Virgilio dipinge così mestamente, cioè i dannati.
Allora Virgilio parte e Dante gli "tiene dietro", cioè lo segue in fila...